# دنیل اسپینوزا
خورخه دنیل اسپینوزا (سوئدی: Jorge Daniel Espinosa؛ زادهٔ ۲۳ مارس ۱۹۷۷) یک کارگردان فیلم، و فیلم‌نامه‌نویس اهل سوئد است. وی فارغ‌التحصیل مدرسه ملی فیلم دانمارک در سال ۲۰۰۱ است. سومین فیلم بلند او، پول مفت، در سال ۲۰۱۰ در کشور سوئد بسیار مورد توجه قرار گرفت.

## فیلم‌شناسی
| سال  | عنوان فارسی | عنوان انگلیسی   | کشور         |
| ---- | ----------- | --------------- | ------------ |
| ۲۰۰۳ | مشت زن      | The Boxer       | دانمارک      |
| ۲۰۰۴ | مرض بابلی   | Babylon Disease | سوئد         |
| ۲۰۰۷ | خارج عشق    | Outside love    | دانمارک      |
| ۲۰۱۰ | پول مفت     | Easy Money      | سوئد         |
| ۲۰۱۲ | خانه امن    | Safe House      | ایالات متحده |
| ۲۰۱۵ | کودک ۴۴     | Child 44        | انگلستان     |
| ۲۰۱۷ | زندگی       | Life            | ایالات متحده |
| ۲۰۲۱ | موربیوس     | Morbius‎         | ایالات متحده |